# ASB3
ASB3‏ (Ankyrin repeat and SOCS box containing 3) هوَ بروتين يُشَفر بواسطة جين ASB3 في الإنسان.